# Get Back (песня The Beatles)
«Get Back» (с англ. — «Вернись») — песня английской группы The Beatles, написанная Полом Маккартни. Авторство песни приписано дуэту Леннон/Маккартни. Песня вышла 11 апреля 1969 года и выпущена с указанием, что её исполняют «Beatles и Билли Престон». Вначале песня отражала сатирический и критический взгляд на отношение правого крыла к иммигрантам в Британии. Маккартни хотел высмеять ту негативную позицию, которая превалировала среди политиков и прессы. Две версии «Get Back» значительно отличаются друг от друга, причём исполнение на крыше показано в фильме, а альбом заканчивается вариантом, исполненным тремя днями ранее в студии «Эппл». Более длинная версия песни была выпущена как сингл ранее, в апреле 1969 года. К концу 1960-х альтернативный микс на песню стал финальным треком на альбоме Let It Be 1970 года, ставшего последним альбомом The Beatles, который был выпущен незадолго до распада группы. В формате сингла «Get Back» был впервые выпущен на альбоме-компиляции Past Masters. В музыкальных хит-парадах Великобритании, США, Канады, Австралии, Франции, Германии и Мексики, он достиг лидирующей позиции — #1. «Get Back» стал первым синглом The Beatles, выпущенным в формате стерео. В моно-формате синглы группы продолжали выпускать лишь на родине музыкантов, в Великобритании, что продолжалось до мая 1969 года, когда был выпущен сингл «The Ballad of John and Yoko»/«Old Brown Shoe».

## Композиция
Песня «Get Back» отражала идею возвращения к прошлому, к живому рок-н-ролльному звуку, который присутствовал в ранних работах The Beatles. Чтобы этого достичь, при записи нового альбома, группа делала множество дублей, стараясь улучшить исполнение каждой песни. Большая часть многочисленных репетиционных сессий песни «Get Back» хранятся в форме незаконных (но широко доступных) контрабандных записей. Полный список этих записей опубликован в книге Дуга Салпи и Рея Швиардта «Вернись: несанкционированная хроника „The Beatles“ — Let It Be».
По словам Пола Маккартни песню «Get Back» он написал, будучи вдохновлённым речью британского политического деятеля Еноха Пауэлла (1912—1998), получившей известность под названием «Реки крови» (англ. Rivers of Blood speech). В своём выступлении, состоявшемся в субботу 20 апреля 1968 года, Пауэлл говорил об иммиграции и предложил введение специального законодательства по борьбе с дискриминацией в Великобритании. Мелодия песни родилась в непринуждённом джеме-сейшене 7 января 1969 года во время репетиционных сессий на студии «Туикенем», первоначально именовавшаяся «песней содружества наций». Черновой вариант песни содержал такие слова: «Ты должен вернуться к странам содружества». В течение нескольких минут Маккартни напевал строки «Вернись туда, где ты должен быть» из песни Джорджа Харрисона — «Sour Milk Sea», заменяя их словами «Вернись туда, откуда ты пришёл». 9 января Пол представил группе свою новую песню «Get Back», исполнив её вместе с куплетом об очаровательной Лоретте, близкий к той версии, которая впоследствии вошла в альбом. Для пресс-релиза на песню Маккартни написал: 

Мы сидели в студии и сочиняли песню буквально из воздуха… Мы начали писать слова, а потом, закончив песню, записали её на студии Apple Records.

Структура альбомной версии песни включает: два куплета, вступление, коду и несколько припевов. Первый куплет песни рассказывает историю человека по имени Джоджо, который уезжает из своего дома в Тусоне, штат Аризона для того, чтобы добыть калифорнийскую «травку» (англ. California grass). Второй куплет раскрывает тему сексуально неоднозначного характера Лоретты Мартин. Текст песни говорит о том, что этот женский персонаж «думала, что была женщиной, но она была другой».
«The Beatles» часто исполняли песню во время репетиционных сессий, свидетельством чего является вступительная речь Леннона на альбоме Let It Be: «Очаровательная Лоретта Фарт думала, что она была уборщицей, на самом же деле девушка была сковородой». Альбомная версия песни также заканчивается словами Джона Леннона: «Я хотел бы сказать спасибо от имени группы и от себя лично. Надеюсь, мы прошли это прослушивание». В интервью 1980 года для журнала «Плейбой», Леннон назвал эту песню улучшенной версией «Lady Madonna». Леннон также сказал, что в песне есть «кое-что о Йоко», утверждая, что во время записи песни в студии Маккартни смотрел на Йоко Оно каждый раз, когда начинал петь «Вернись туда, откуда ты пришёл (=пришла)».

## Альтернативная версия
В самой скандальной из неизданных версий «Get Back», известной под названием «No Pakistanis», были такие слова: «Не докопаться до пакистанцев, занявших все рабочие места» (англ. Don’t dig no Pakistanis taking all the people’s jobs). Эта версия высмеивала отношение правого крыла к иммигрантам в США и Великобритании. В ней также присутствовала такая фраза, как «пуэртоританцы в США не нужны» (англ. don’t need no Puerto Ricans living in the USA). Несмотря на то, что песня была по сути сатирической, Маккартни не удалось избежать обвинений в расизме, после публикации бутлегов на песню «Get Back».
Известно, что первоначально песня отражала протест автора против иммиграции в Великобритании. Оригинал песни, написанный Полом к середине января, включал три куплета: первый рассказывал историю Лоретты, второй — историю человека по имени Джоджо (в этой версии куплет значительно отличался от оригинала) и третий куплет был целиком посвящён пакистанцам. Для поклонников The Beatles эта версия «Get Back» остаётся известна и сегодня. 23 января на студии Apple Records группа попыталась сделать запись песни должным образом; контрабандная запись содержит запись диалога между Полом Маккартни и Джорджем Харрисоном, произошедшего вовремя записи песни. Маккартни объясняет оригинальное «понятие» песни протеста. В этой версии песни структура основана на тройном гитарном соло с двумя куплетами.
| Английский | Русский перевод |
| --- | --- |
| Meanwhile back at home too many Pakistanis Living in a council flat Candidate Macmillan, tell us what your plan is Won’t you tell us where you’re at? | Между тем слишком много пакистанцев Проживают в муниципальных квартирах Кандидат Макмиллэн, скажите же нам, каков ваш план Неужели вы не поведуете нам откуда взяли его? |

## Запись
Песня «Get Back» была первым синглом с альбома Let It Be, вышедшем 11 апреля 1969 года. Но при записи и миксовании альбома обнаружилось, что альбомная версия сильно отличается от сингла. Позже материал был издан и новая альбомная версия стала больше походить на концертное выступление группы на крыше студии «Эппл». 23 января The Beatles записали примерно десять вариантов, стараясь найти нужный звук. 27 января они сделали попытку усовершенствовать песню, записав её 14 раз. К тому времени песня была дополнена ложным окончанием и кодой в виде повтора, что можно слышать на многочисленных бутлегах сессии. 11 дубль оказался лучшим из всех, он был музыкально точным и ритмичным, без ошибок. На записи одной из последних звукозаписывающих сессий слышен голос Джорджа Харрисона, говорящего: «Мы упустили концовку». Эта версия вошла в альбом Let It Be… Naked.
В записи песни принял участие Билли Престон, сыгравший на электрическом фортепиано Родес. 22 января 1969 года на запись песни его пригласил Джордж Харрисон, рассчитывая, что присутствие нового музыканта поможет разрядить напряжение, возникшее к тому времени между участниками The Beatles. Получилось наоборот: Леннон высказался за то, чтобы Престон стал полноправным участником команды, а Маккартни был против. В результате сингл «Get Back» был выпущен с указанием, что его исполняют The Beatles и Билли Престон.
Моно-версия песни, выпущенная под лейблом EMI, была записана The Beatles 4 апреля при участии Джеффа Джарретта. Услышав записанный вариант, музыканты остались недовольны её звучанием, в связи с чем 7 апреля Маккартни и Глен Джонс зарезервировали время на студии «Туикенем» для того, чтобы провести более тщательную работу над записью. Мелодия песни родилась в непринуждённом джеме-сейшене 7 января 1969 года во время репетиционных сессий на студии «Туикенем». В течение нескольких минут Маккартни напевал слова «Get back to the place you should be» из песни Джорджа Харрисона — «Sour Milk Sea», переделывая их в «Get back to where you once belonged».
The Beatles исполнили «Get Back» (вместе с другими песнями альбома Let It Be) во время своего концертного выступления на крыше студии «Эппл», проходившего в Лондоне 30 января 1969 года. «Get Back» исполнили три раза: на третьем и заключительном выступлении The Beatles, прерванным полицией. Получив жалобы от конторских служащих, работавших поблизости, полисмены решили обратиться за помощью к Мэлу Эвансу, который отключил усилители звука Леннона и Харрисона, настояв на том, чтобы музыканты прекратили выступление. Именно во время этой репетиционной сессии Маккартни сымпровизировал, спев: «Ты снова играл на крышах, но ведь ты же знаешь, что твоей мамуле это не нравится… Она будет сердиться… И арестует тебя! Убирайся обратно!» Ни одна из этих версий не вошла в фильм «Пусть будет так». Однако, на сегодняшний день эта запись доступна для прослушивания на альбоме-компиляции Anthology 3.
«Get Back» — последняя песня, исполненная The Beatles в программе концертного выступления на крыше студии Apple. В финальной сцене фильма музыкантов восторженно встречает публика, среди которых можно заметить супругу Ринго Старра, Морин Старки (ей принадлежит выкрик «Ура!»). Маккартни благодарит Морин словами «Спасибо, Мо», после чего следует реплика Джона Леннона: «Я хотел бы сказать спасибо от имени группы и от себя лично. Я надеюсь, мы прошли это прослушивание». Фил Спектор использовал часть диалога музыкантов, состоявшегося 27 января и отредактировал его, желая сделать альбомную версию заметно отличимой от версии сингла.
«Get Back» стал первым синглом The Beatles, выпущенным в формате стерео. Благодаря высокому качеству стереозвука, на записи можно услышать звучание барабанной установки Ринго Старра, смикшированной через левый и правый каналы. Для этого использовалась техническая новинка того времени — 8-дорожечная звукозапись, что являлось результатом растущей популярности стерео. В дальнейшем подобный метод использовался The Beatles лишь раз во время работы над песней «The End», вошедшей в альбом Abbey Road.

## Выпуски

### Сингл

Рекламный постер британской версии сингла «Get Back/Don’t Let Me Down»

11 апреля 1969 года Apple Records выпустили «Get Back» в формате сингла в Великобритании («Б»-сторона сингла «Don’t Let Me Down»). И с 26 апреля этот сингл в течение семнадцати недель присутствовал в чартах, оставаясь лидером все шесть недель. В США сингл «Get Back» вышел 5 мая. Песня появилась в американских чартах и спустя две недели вышла на первое место, сохранив эту позицию на пять недель. И в Великобритании, и в США сингл был выпущен под лейблом Apple Records, несмотря на то, что EMI сохранили права на песню в соответствии с условиями заключённого ими контракта. Сингл стал первым в дискографии The Beatles за всё время, на котором было сделано нетипичное указание «Beatles с Билли Престоном». Apple Records начали рекламную кампанию в печати с целью продвинуть новую песню. Кампания началась вскоре после выпуска сингла. Используя фотографию группы со слоганом «The Beatles назначены природой» (англ. The Beatles as Nature Intended), делая акцент на том, что «Get Back» возвращает слушателя к прошлому, к живому рок-н-ролльному звуку, присутствовавший в ранних работах The Beatles.
Версия сингла содержит различные шумовые и внемузыкальные фрагменты, включая ложную концовку песни с текстом: «Вернись, Лоретта/ Твоя мамочка ждёт тебя/ Надень свои туфли на высоком каблуке/ И свитер с высоким воротом-стойкой/ Возвращайся домой, Лоретта». Данный отрывок текста не вошёл в альбомную версию сингла. На LP-альбоме он был выпущен лишь три года спустя на альбоме-компиляции The Beatles 1967—1970. Эта версия также вошла в альбомы: 20 Greatest Hits, Past Masters и 1. Версия сингла также вошла в одноимённый альбом, выпущенный в период распада группы в 1969 году. Сингл был также выпущен в экспериментальном формате PocketDisc Americom, изданным при поддержке Apple Records и Capitol Records в конце 1960-х.
В Великобритании и Европе сингл «Get Back/Don’t Let Me Down» стал последним в дискографии The Beatles, который был выпущен в формате моно. В США сингл был выпущен только в формате стерео. В обеих версиях партию соло-гитары в левом канале исполняет Джон Леннон, а партию ритм-гитары — Джордж Харрисон. Несмотря на то, что в большинстве записей группы на соло-гитаре играл Джордж Харрисон, признанный к концу 1960-х годов умелым и талантливым соло-гитаристом, партию соло-гитары в песне «Get Back» исполнил Джон Леннон.

### Версия на альбомеAnthology 3
В 1996 году была выпущена ранее неизвестная версия «Get Back» — концертное выступление The Beatles «на крыше» студии «Эбби-Роуд». Это была последняя концертная запись в истории группы. Именно в этой версии, встречается импровизация Пола Маккартни, спевшего в последнем куплете: «Вернись, Лоретта/ Ты снова пела на крыше!/ Твоей мамуле это не нравится/ О, нет… Она начинает сердиться/ Она арестует тебя!»

### Версия на альбомеLet It Be… Naked
В 2003 году сингл вошёл в альбом Let It Be… Naked, выпущенный независимыми продюсерами и вдовами Джона Леннона и Джорджа Харрисона. Apple Records также выпустили эксклюзивный видеоклип на песню с целью прорекламировать альбом в 2003 году. В клипе вошли фотоснимки и видеоматериалы с участием Билли Престона, Джорджа Мартина и др.

### Версия на альбомеLove
В 2006 году смикшированная версия сингла «Get Back», продюсированного Джорджем Мартином и его сыном Джилсом, была включена в альбом Love. В инструментальную ткань песни были добавлены элементы композиций «A Hard Day’s Night» (вводный аккорд), «A Day in the Life» (импровизированный оркестр в ускоренном темпе), «The End» (соло барабанов Ринго Старра, Джона Леннона и двойное гитарное соло Пола Маккартни), а также композиции «Sgt. Pepper’s Lonely Hearts Club Band» (отсчёт Маккартни «One, two, three, four!»).

## Позиции в чартах
| Позиция | 9 | 2 | 1 | 1 | 2 | 2 | 5 | 12 | 17 | 28 |

| Позиция | 3 | 2 | 5 | 12 | 22 | 28 |

## Пародии
- В песне группы «The Rutles» — «Get Up and Go», написанной Нейлом Иннесом, присутствует пародия на песню «Get Back». В песне говорится о жокее Джоджо, который покидает свой город на одноногой лошади. Мелодия песни практически идентична оригинальной версии песни «Get Back», что послужило поводом для разбирательств об авторском праве. В результате песня была исключена из альбома-саундтрека к фильму «The Rutles». Однако спустя годы запись всё же переиздали на компакт-диске.
- В популярном мультсериале «Симпсоны» (серия «Homer's Barbershop Quartet») главными персонажами фильма становятся участники вымышленной музыкальной группы, история которой пародирует историю The Beatles. Музыканты дают концерты в таверне Мо. В конце одного из выступлений Гомер повторяет ранее сказанную фразу Джона Леннона: «Надеюсь, мы прошли это прослушивание»[16].
- В феврале 2010 году телекомпания NBC использовала кавер-версию песни в рекламе о возвращении Джея Лено на шоу The Tonight Show with Jay Leno в 11:35[17].
- В фильме 2007 года «Через вселенную» режиссёра Джули Теймор, большинство героев фильма названы в честь песен «The Beatles». Одного из героев фильма зовут Джо-Джо. Его сыграл актёр Мартин Лютер Маккой[18].

## Состав музыкантов
- Пол Маккартни — бас-гитара, вокал
- Джон Леннон — соло-гитара, гармонический вокал
- Джордж Харрисон — ритм-гитара
- Ринго Старр — барабаны
- Билли Престон — электропианино

## Кавер-версии
| Год  | Исполнитель                                   | Альбом                                                              |
| ---- | --------------------------------------------- | ------------------------------------------------------------------- |
| 1969 | Амен Корнер                                   | The National Welsh Coast Live Explosion Company                     |
| 1969 | Крис Кларк                                    | CC Rides Again                                                      |
| 1969 | Эл Грин                                       | Willie Mitchell’s Hi Records                                        |
| 1970 | Патрик Уилльямс                               | Heavy Vibrations                                                    |
| 1970 | Элвис Пресли                                  | муз. попурри в фильме «Элвис: Всё, как есть»                        |
| 1971 | Айк и Тина Тёрнеры                            | Workin’ Together                                                    |
| 1971 | Элтон Джон                                    | 11-17-70                                                            |
| 1976 | Род Стюарт                                    | саундтрек к фильму «Всё это и Вторая мировая война»                 |
| 1978 | Билли Престон                                 | саундтрек к фильму «Оркестр клуба одиноких сердец сержанта Пеппера» |
| 1981 | The Nutty Squirrels и Alvin and the Chipmunks | Shirley, Squirrely and Melvin                                       |
| 1986 | Пол Маккартни                                 | концерт. выступление                                                |
| 1992 | Джейсон Орандж и группа Take That             | концерт. выступление                                                |
| 1995 | Стив Варинер                                  | Come Together: America Salutes The Beatles                          |
| 1996 | Status Quo                                    | Don’t Stop                                                          |
| 2004 | The Punkles                                   | Pistol                                                              |
| 2004 | Nitty Gritty Dirt Band                        | Welcome to Woody Creek                                              |
| 2007 | Little Texas                                  | The Very Best of Little Texas: Live and Loud                        |
| 2011 | Vains of Jenna                                | Reverse Tripped                                                     |